# Жадовские
Жадо́вские — русский дворянский род.

## История
В Гербовник внесены две фамилии Жадовских:
1. Жадовские, предки которых жалованы поместьями в 1616 году (Герб. Часть VIII. № 44).
2. Потомство Ивана Семеновича Жадовского, пожалованного грамотою на вотчины в 1620 году (Герб. Часть VII. № 49)[1].

Семён Жадовский бежал из Новгорода в Москву и вместе с московскими войсками воевал за Двинскую землю (1417). Иван и Егуп Семёновичи Жадовские «за московское осадное сиденье» получили вотчины в 1613 году. Из этого рода происходят писатели П. В. Жадовский и Ю. В. Жадовская. Род был внесён в VI-ю часть родословной книги Костромской, Ярославской, С.-Петербургской и Тульской губерний Российской империи.
Кроме упомянутого, был ещё один род Жадовских, восходящий к началу XVIII века, намного менее известный, внесённый в дворянскую родословную книгу Нижегородской (затем — 2-ю часть Казанской) губернии.

## Описание гербов

#### Герб. Часть VII. № 49
Герб потомства Ивана Семеновича Жадовских: в щите, имеющем голубое поле, изображены золотой крест и под ним полумесяц, рогами вниз обращённый и между ними крестообразно положены лук и колчан со стрелами того же металла. Шит увенчан дворянским шлемом и короною с тремя страусовыми перьями. Намёт на щите голубой, подложенный золотом.

#### Герб. Часть VIII. № 44.
Герб рода Жадовских: в щите, разделённом надвое, в правой половине в серебряном поле изображены два пушечных ядра и между ними горизонтально означена полоса голубого и чёрного цвета, с золотой на ней шестиугольной звездой. В левой половине в красном поле находится в серебряных латах рука с мечом, вверх поднятым.
Щит увенчан дворянскими шлемом и короной. Нашлемник: три страусовых пера, на которых золотой крест. Намёт на щите золотой и красный, подложенный чёрным и серебром.

## Известные представители
- Жадовский Егуп Семёнович — московский дворянин (1627—1640).
- Жадовские: Фёдор Андреевич, Фёдор Артамонович, Осип Никитич, Евсевий и Евсигней Васильевичи, Андрей и Иван Егуповичи, Алексей Гаврилович — московские дворяне (1658—1692).
- Жадовский Степан Гаврилович — воевода в Романове на Волге (1673), стольник (1680—1692).
- Жадовские: Степан Никитич, Борис Иванович, Михаил, Василий и Григорий Андреевичи, Пётр и Алексей Петровичи — стольники (1680—1692).
- Жадовский Богдан Петрович — стольник царицы Прасковьи Фёдоровны (1692)[3][4].
- Жадовская Настасья Сергеевна — прапрабабушка писателя Василия Розанова.
- Жадовская Елизавета Александровна (умерла в 1860) — переводчица и писательница.
- Жадовский Иван Евстафьевич — полковник, участник Отечественной войны 1812 г., член литературно-политического общества «Зеленая лампа».
- Жадовский Всеволод Никандрович (1793—1864) — тайный советник.
- Жадовский Валерий Всеволодович (1836—1916) — дипломат, тайный советник.
- Жадовский Анатолий Эсперович (1889—1938) — ботаник, доцент Московского университета, профессор Костромского университета.
- Жадовская Ирина Андреевна (1808—1898) — писательница и философ.

Жадовский Никита Иванович  (1793 – 17.09.1845) - командир гатчинских (синих) кирасир, генерал-майор с 06.10.1831. Сын тайного советника Ивана Васильевича Жадовского 